# Hidroïdolins
Els hidroïdolins (Hydroidolina) són una subclasse de cnidaris de la classe dels hidrozous. Inclou la major part dels membres de l'antic grup del hidroids, avui considerat parafilètic. Els hidroidolins inclouen també els sifonòfors, un grup molt derivat que forma colònies flotants i que no pertanyien als antics hidroids.

## Taxonomia
Segons World Register of Marine Species:
Subclasse Hydroidolina
- Ordre Anthoathecata
- Ordre Leptothecata
- Ordre Siphonophorae